# Aeropuerto Nacional de Isla Mujeres
El Aeropuerto Nacional de Isla Mujeres o Estación Aeronaval de Isla Mujeres (Código IATA: ISJ - Código ICAO: MMIM - Código DGAC: IMU) es un aeropuerto público y militar ubicado en Isla Mujeres, Quintana Roo.

## Información
Empezó a operar desde los años 30´s con aviones Bellanca CH-300 con una pista de hierba en su posición actual, fue usado durante la Segunda Guerra Mundial como base aérea para vigilancia marítima en la zona. Entre 1963 y 1964 se construyó otra pista de aterrizaje, por lo que el 18 de mayo de 1964 sería inaugurada la pista de aterrizaje por el presidente de la república Adolfo López Mateos, en años siguientes se construyó el edificio terminal y la torre de control.
En 1964 comienza a operar "Aerotaxis Safari" con su sede central en Isla Mujeres y con rutas hacia Cozumel, Mérida y Chichen Itzá, en 1966 se transformó en Aeromaya que operaba aeronaves Hawker Siddeley HS 748 y Douglas DC-3. En los siguientes años Aeronaves de México vuela con su filial Aeronaves Alimentadoras con aviones STOL de Havilland Canada DHC-6 Twin Otter con la ruta Mérida-Cozumel-Isla Mujeres-Cozumel-Mérida. Hasta julio de 1978 el aeropuerto de Isla Mujeres era abastecido por Nacional de Combustibles de Aviación, sin embargo, esa concesión fue quitada para dársela a Aeropuertos y Servicios Auxiliares, quien dejaría de operar el aeropuerto poco tiempo después, quedando a cargo de la Armada de México y el gobierno estatal.
Actualmente el acceso principal al aeropuerto se encuentra en la Avenida Juárez; cuenta con una torre de control de 10 muna nuevade altura y una pista de aterrizaje con orientación 15/33 de 1260 metros de longitud y 24 m de ancho, con una zona de aparcamiento para aeronaves de 4200 m². El aeropuerto tiene capacidad para recibir aeronaves pequeñas tipo Cessna, medianas tipo ATR-42 e incluso jets pequeños tipo Learjet. La pista no está iluminada y las condiciones aéreas de noche no son favorables por lo que las operaciones nocturnas están prohibidas.
El aeropuerto es utilizado exclusivamente por la Armada de México aunque se ven aviones privados de uso civil, pues no cuenta con rutas comerciales regulares, ya que los lugareños usan usualmente el Aeropuerto Internacional de Cancún. Actualmente el aeropuerto no cuenta con servicios de terminal o estacionamiento.
El día 23 de noviembre del 2015 la Armada de México le entregó el aeropuerto al Gobierno del Estado de Quintana Roo para su uso para operaciones civiles, lo que ofrecerá una mejor oferta turística al municipio.

## Accidentes e incidentes
- El 20 de febrero de 1964 una aeronave Cessna 180 con matrícula N5272D se estrelló durante su ascenso inicial del Aeropuerto de Mérida matando a sus dos ocupantes. La aeronave tenía como destino el Aeropuerto de Isla Mujeres.[9]

- El 6 de octubre de 1968 fue secuestrada la aeronave Hawker Siddeley HS-748-230 con matrícula XA-SEY que operaba el vuelo 322 de Aeromaya entre el Aeropuerto de Cozumel y Aeropuerto de Isla Mujeres. El secuestro fue realizado por una mujer que viajaba con sus dos hijos, amagó a la tripulación con un arma y exigía ser llevada a Cuba, pues la mujer afirmaba ser perseguida por el gobierno mexicano por formar parte del comité de huelgas de la UNAM y por haber participado en la huelga del 2 de octubre del mismo año. A pesar de que se le despojó el arma, la falta de combustible los obligó a aterrizar en La Habana, quedándose la mujer y sus hijos en Cuba.[10][11]

## Aeropuertos cercanos
Los aeropuertos más cercanos son:
- Aeropuerto Internacional de Cancún (27 km)
- Aeropuerto Nacional de Playa del Carmen (77 km)
- Aeropuerto Internacional de Cozumel (82 km)
- Estación Aeronaval de Tulum (134 km)
- Aeropuerto Nacional Cupul (147 km)